# Кинематограф Индии
Кинематограф Индии представлен фильмами, снятыми в различных регионах страны, и включает в себя кинематографы штатов Андхра-Прадеш, Ассам, Гуджарат, Харьяна, Джамму и Кашмир, Карнатака, Керала, Махараштра, Орисса, Пенджаб, Тамилнад и Западная Бенгалия. Кинематограф приобрёл популярность по всей Индии, в год производится более 1000 фильмов.
Экспатрианты[какие?] в таких странах, как США и Великобритания, продолжают вызывать среди международной аудитории интерес к индийским фильмам на различных языках.
В XX веке индийский кинематограф, наряду с голливудской и китайской киноиндустрией, стал глобальным предприятием. В конце 2010 года сообщалось, что по годовому производству фильмов Индия занимает первое место, опережая Голливуд и Китай. Индийские фильмы идут на экранах более 90 стран мира.
Индия принимает участие в международных кинофестивалях, где её представляли такие режиссёры, как Сатьяджит Рай, Мринал Сен, Ритвик Гхатак, Говиндан Аравиндан, Адур Гопалакришнан, Мани Ратнам и Гириш Касаравалли. За рубежом имели успех фильмы режиссёров Шекхара Капура, Миры Наир, Дипы Мехты и Нагеша Кукунура. Индийское правительство отправляло киноделегации в другие страны, такие как США и Япония, в то время как Гильдия кинопродюсеров направляла аналогичные делегации в Европу. Шиваджи Ганесан и S. V. Ranga Rao выиграли первую международную награду в номинации «Лучший актёр» на Афро-азиатском кинофестивале в Каире и Индонезийском кинофестивале в Джакарте за роли в фильмах Veerapandiya Kattabomman и Nartanasala в 1959 и 1963 годах.
Индия является крупнейшим в мире производителем фильмов. В 2009 году в Индии было выпущено в общей сложности 2961 фильмов, из них 1288 художественных фильмов. Обеспечение 100 % прямых иностранных инвестиций сделало индийский кинорынок привлекательным для иностранных компаний, таких как 20th Century Fox, Sony Pictures Entertainment, Walt Disney Pictures и Warner Bros.. Индийские компании, такие как Zee, UTV, Suresh Productions, Metro BIG Cinemas и Sun Pictures, также принимают участие в создании и дистрибуции фильмов. Налоговые льготы способствовали буму мультиплексов (многозальных кинотеатров) в Индии. К 2003 году как минимум 30 кинокомпаний имели листинг акций на Национальной фондовой бирже Индии.
Индийская диаспора за границей состоит из миллионов индийцев, им доступны индийские фильмы на DVD-дисках и в кинотеатрах тех стран, где показ фильмов коммерчески выгоден. Это приносит до 12 % от общего дохода индийского кинематографа, который в 2000 году оценивался в 1,3 млрд долларов. Другой существенный источник дохода — музыка к фильмам, которая приносит 4—5 % от всего дохода.

## Общий обзор
Во время английского колониального господства Индия закупала кинематографическое оборудование в Европе. Во время Второй мировой войны выпускались пропагандистские фильмы, финансируемые английскими военными, некоторые из которых показывали сражения индийских войск против стран оси, в частности, Японской империи, которым удалось проникнуть на территорию Индии. Одним из таких фильмов был «Burma Rani», в котором было запечатлено сопротивление индийских и английских войск японским оккупантам в Бирме. Ещё до провозглашения независимости (1947), такие деятели киноиндустрии, как Джамшеджи Фрамджи Мадан и Абдулалли Есуфалли, вышли на мировой рынок кино.
За рубежом индийские фильмы стали демонстрироваться в Советском Союзе, на Ближнем Востоке, в Юго-Восточной Азии и Китае. Звёзды хиндиязычных фильмов, такие как Радж Капур, приобрели популярность по всей Азии и Восточной Европе.
Индийские фильмы стали демонстрироваться на международных форумах и кинофестивалях. Это позволило бенгальским кинорежиссёрам, снимавшим в жанре «параллельного кино», таким как Сатьяджит Рай, получить всемирную известность и снискать успех среди европейской, американской и азиатской аудитории. Работы Рая впоследствии оказали большое влияние на многих режиссёров, таких как Мартин Скорсезе, Джеймс Айвори, Аббас Киаростами, Элиа Казан, Франсуа Трюффо, Стивен Спилберг, Карлос Саура, Жан-Люк Годар, Исао Такахата, Грегори Нава, Айра Сакс и Уэс Андерсон, а многие другие, в том числе Акира Куросава, хвалили его работы. Некоторые индийские режиссёры, такие как Ритвик Гхатак и Гуру Датт, получили международное признание после своей смерти.
Многие азиатские и южно-азиатские страны всё чаще стали находить, что индийские фильмы им ближе, чем западные. К XXI веку индийскому кинематографу удалось распространиться по многим регионам мира, где в значительном количестве присутствовала индийская диаспора, и стать альтернативой другим международным киноиндустриям.
В последнее время индийский кинематограф стал оказывать влияние на западные музыкальные фильмы и сыграл важную роль в возрождении этого жанра на западе. Баз Лурман заявил, что на создание музыкального фильма «Мулен Руж!» его вдохновили мюзиклы Болливуда.

### Влияния

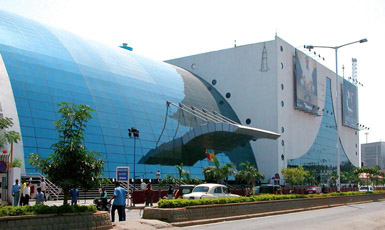
Кинотеатр IMAX в Хайдарабаде

Всего было шесть основных факторов влияния, сформировавших традиции индийского популярного кино. Первым таким фактором стали древнеиндийские эпические поэмы «Махабхарата» и «Рамаяна», оказавшие глубокое влияние на мысли и образы индийского популярного кино, особенно сюжетно-тематических картин. Среди примеров этого влияния — техники побочного сюжета, предыстории и сюжета внутри сюжета. Индийские популярные фильмы часто имеют сюжеты с отклоняющимися от них побочными сюжетными линиями; такое рассредоточение повествования очевидно в фильмах 1993 года «Злодей» и Gardish.
Вторым фактором было влияние древней драматургии санскрита с её высокостилизованной натурой и акцентом на зрелищность, где музыка, танец и язык жестов соединены, чтобы «создать яркое художественное смешение танца и пантомимы, являющихся центром драматического опыта». Название драм на санскрите натья произошло от слова нрит (танец), что характеризовало их как эффектные танцевальные драмы, которые продолжились в индийском кинематографе. Способ исполнения, называемый раса, времен древней драмы на санскрите — одна из основных особенностей, отличающих индийское кино от западного. В методе «раса» эмпатические «эмоции передаются исполнителем и таким образом ощущаются аудиторией», в отличие от западного метода Станиславского, где актёр должен стать «живым, дышащим воплощением персонажа», а не «просто передавать эмоции». Способ исполнения «раса» отчетливо прослеживается в игре популярных индийских актеров наподобие Амитабха Баччана и Шахруха Хана, получивших всенародное признание индийских фильмов типа «Цвет шафрана» (2006) и международно признанных бенгальских фильмов, срежиссированных Сатьяджитом Раем.
Третьим фактором влияния был традиционный народный театр Индии, ставший популярным примерно с X века, когда театр на санскрите был в упадке. Эти региональные традиции включают западно-бенгальский театр «Джатра», «Рамлила» из Уттар-Прадеш, «Якшагана» из Карнатака, «Чинду Натакам» из Андхра-Прадеш и теруккутту из Тамил-Наду. Четвертым фактором влияния был театр парсов, который «сочетал реализм с фантазией, музыку с танцем, повествование с представлением, житейский диалог с изобретательностью сценического показа, объединив их в драматический дискурс мелодрамы». Пьесы парсов содержали непристойный юмор, мелодичные песни и музыку, чувственность и великолепное мастерство. Все эти факторы влияния отчетливо видны в киножанре «масала», популяризованном фильмами Манмохана Десаи в 1970-е и в начале 1980-х годов, в особенности в фильме «Носильщик» (1983), и в какой-то степени — в более новых признанных критиками фильмах, таких как «Цвет шафрана».
Пятым фактором был Голливуд, где мюзиклы были популярны с 1920-х по 1950-х годы, однако индийские кинематографисты отступили от своих голливудских коллег несколькими способами. «Например, фабулой голливудских мюзиклов был мир развлечений сам по себе. В то время как индийские кинематографисты усиливали элементы вымысла, столь распространенные в индийском популярном кино, используя в своих фильмах музыку и танцы в качестве естественного способа артикуляции в данной ситуации. Существует устойчивая индийская традиция повествования мифов, историй, сказок и тому подобного через песни и танцы». Кроме того, «в то время как голливудские режиссёры стремились скрыть выдуманный характер их работы, в результате чего реалистическое повествование было полностью доминирующим, индийские кинематографисты не пытались скрыть тот факт, что то, что показывается на экране является творчеством, иллюзией, фикцией. Тем не менее, они демонстрировали, как это творение переплетается с ежедневной жизнью людей сложными и интересными путями». Последним фактором стало западное музыкальное телевидение, особенно MTV, которое имело всё более увеличивающееся влияние с 1990-х годов, что можно увидеть в темпе, ракурсах, танцевальных последовательностях последних индийских фильмов. Одним из первых примеров такого подхода стал «Бомбей» (1995) Мани Ратнама.
Как и основополагающее индийское популярное кино, «параллельное кино» также находилось под влиянием индийского театра (особенно драматургия санскрита) и индийской литературы (особенно бенгальская), но если речь идет о западном влиянии, это было скорее европейское кино (в частности итальянский неореализм и французский поэтический реализм), чем Голливуд. Сатьяджит Рай ссылался на «Похитители велосипедов» (1948) итальянского режиссёра Витторио де Сика и «Реку» (1951) французского режиссёра Жана Ренуара, которому он ассистировал, как на оказавших влияние на его дебютный фильм «Песнь дороги» (1955). Помимо влияния европейского кино и бенгальской литературы, Рай также в долгу перед индийской театральной традицией, в частности, методом раса классической санскритской драмы.  Двойственность этого вида имбрикации раса показана в «Трилогии об Апу». «Два бигха земли» (1953) Бимала Роя также были вдохновлены «Похитителями велосипедов» де Сики, и в свою очередь открыли путь Индийской Новой Волне, которая началась примерно в то же время, что японская и французская новая волна.

## История

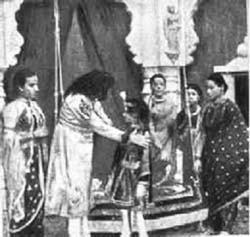
Кадр из фильма «Раджа Харишчандра» — первого индийского полнометражного фильма

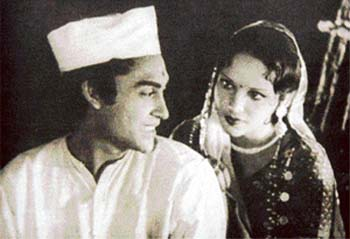
Девика Рани и Ашок Кумар в фильме Achhoot Kanya (1935)

В июле 1896 года в Бомбее (ныне Мумбаи) были показаны фильмы братьев Люмьер. Первый короткометражный фильм в Индии, «Цветок Персии» (англ. The Flower of Persia; 1898), снял Хиралал Сен. Первый полнометражный фильм «Раджа Харишчандра» (1913), объединив в нём элементы санскритских эпосов, снял Дадасахеб Пхальке, специалист по индийским языкам и культуре. Женские роли в фильме исполняли актёры мужского пола. Первую индийскую сеть кинотеатров создал в Калькутте антрепренёр Джамшеджи Фрамджи Мадан, который курировал производство 10 фильмов в год, а затем распространял их по всему Индостану.
В начале XX века кино завоевало популярность у всего населения Индии, независимо от их доходов. Обычным людям билеты продавали по невысокой цене, а за дополнительные удобства необходимо было доплатить. Люди стекались к кинотеатрам, так как этот вид развлечений был доступен очень многим — в Бомбее билет стоил всего одну анну (4 пайса). Индийский коммерческий кинематограф всё чаще стал приспосабливаться к просьбам народных масс. Молодые режиссёры стали включать в фильмы элементы общественной жизни и культуры Индии. Другие привносили идеи со всего света. В это время индийское кино стало известно во всём мире.
14 марта 1931 года вышел первый звуковой индийский фильм «Свет мира» режиссёра Ардешира Ирани. 15 сентября 1931 года вышел первый фильм на телугу Bhakta Prahlada, а 31 октября 1931 года — первый фильм на тамильском языке «Калидаса» (англ. Kalidas) продюсера и режиссёра Х. М. Редди. Это были первые два звуковых фильма, которые были показаны в кинотеатрах южной Индии. С началом эры звукового кино началась эра кинозвёзд, получавших за свою работу высокие гонорары. Благодаря развитию звуковой технологии, почти все индийские фильмы стали сниматься в стиле song-and-dance (рус. «песня и танец»), ярким примером которого в истории остался Indra Sabha(1932), включавший 71 песню. К 1935 году производством фильмов стали заниматься киностудии, которые появились в крупнейших городах, таких как Ченнай, Калькутта и Мумбаи. Успех фильма «Девдас», который сумел завоевать популярность аудитории по всей стране, подтвердил их профессиональное мастерство. Киностудия Bombay Talkies, созданная в 1934 году, и Prabhat Studios в Пуне начали производство фильмов, предназначенных для маратхиязычной аудитории. 
Южно-индийский кинематограф приобрёл известность после выхода на экраны фильма С. С. Васана Chandralekha (1948). В 1940-х годах на Южную Индию приходилась почти половина всех кинотеатров страны и кино стало рассматриваться как инструмент культурного возрождения. После раздела Британской Индии ряд киностудий перешёл недавно образованному Пакистану.
После обретения Индией независимости, на кинематограф страны было обращено внимание комиссии С. К. Патила (англ. S.K. Patil). Председатель комиссии С. К. Патил рассматривал кино в Индии как «сочетание искусства, промышленности и зрелищ», отметив при этом его коммерческую ценность, и рекомендовал создать корпорацию Film Finance Corporation в подчинении Министерства финансов. Этот вопрос был рассмотрен в 1960 году, и была создана организация, которая была призвана оказывать финансовую поддержку талантливым кинематографистам Индии. В 1949 году индийское правительство создало Films Division, которое в итоге стало крупнейшим производителем документальных фильмов в мире, создавая более 200 короткометражных документальных фильмов на 18 языках в год.
В 1940-х и 1950-х годах стало расти число реалистичных фильмов, таких как Nabanna (1944) режиссёра Биджона Бхаттачарии, основанного на событиях голода в Бенгалии в 1943 году, и «Дети Земли» (1946) режиссёра Ходжи Ахмада Аббаса.
В фильмах, снятых в 1940—1950-х годах, также отражаются многие актуальные проблемы того времени, которые связаны с выступлениями Махатмы Ганди, Джавахарлала Неру и других руководителей Индийского национального конгресса в защиту угнетаемых классов и осуждением кастовой системы, а также с переустройством индийского общества.

### Золотой век индийского кино
Период с конца 1940-х до 1960-х годов историки кино оценивают как «золотой век» индийского кино. В этот период были сняты самые значимые индийские фильмы. Коммерческий успех имели фильмы на хинди режиссёра Гуру Датта «Жажда» (1957) и «Бумажные цветы» (1959), а также фильмы Радж Капура «Бродяга» (1951) и «Господин 420» (1955). В этих фильмах были подняты социальные темы, в основном касающихся жизни городских рабочих Индии. В это время также были сняты некоторые эпические фильмы, в том числе «Мать Индия» Мехбуба Хана, который был номинирован на «Оскар» в категории «Лучший фильм на иностранном языке», и «Великий Могол» режиссёра К. Азифа. На съёмку фильма «Два глаза, двенадцать рук» режиссёр Раджарам Ванкудре Шантарам был вдохновлён голливудским боевиком «Грязная дюжина». Режиссёр Бимал Рой и драматург Ритвик Гхатак популяризировали тему реинкарнации в кинематографе. Из известных режиссёров этого периода также можно выделить Камала Амрохи и Виджая Бхатта.
В то время, как продолжало процветать коммерческое индийское кино, появился новый жанр «параллельного кино», где ведущую роль играл, главным образом, бенгальский кинематограф. Из ранних фильмов этого жанра можно выделить фильмы «Город в долине» (1946) Четана Ананда, Nagarik (1952) Ритвика Гатака и «Два бигха земли» (1953) Бимала Роя, которые заложили основу индийского неореализма и Индийской новой волны. «Песнь дороги» (1955), первая часть «трилогии об Апу» (1955—1959) Сатьяджита Рая, стала его дебютом в индийском кино. «Трилогия об Апу» завоевала множество призов на крупных международных кинофестивалях, а «параллельное кино», благодаря ей, прочно утвердилось в индийском кино. Трилогия также оказала влияние на мировой кинематограф. Сатьяджит Рай и Ритвик Гхатак сняли ещё много фильмов, которые критиками были названы «артхаусными», а за ними последовали другие известные индийские режиссёры независимого кино, такие как Мринал Сен, Адур Гопалакришнан, Мани Каул и Буддадев Дасгупта. В 1960-х годах при поддержке Индиры Ганди, которая в то время занимала пост Министра информации и радиовещания, и финансировании компанией Film Finance Corporation, продолжились съёмки независимых «артхаусных» фильмов.
Оператор Субрата Митра, дебютировавший вместе со Сатьяджитом Раем в трилогии об Апу, также оказал большое влияние на мировой кинематограф. Он впервые в мировой практике применил рефлектор для создания эффекта отражённого света. Эту технику он начал использовал во время съёмок фильма «Непокорённый» (1956), второй части трилогии об Апу. Во время съёмок фильма «Противник» (1956) Сатьяджит Рай впервые использовал технику негативного «обратного кадра» и рентгеновского отступления. В 1967 году Сатьяджит Рай написал сценарий для фильма под названием «Инопланетянин» (англ. The Alien), который так и не был снят. Многие полагают, что этот сценарий вдохновил Стивена Спилберга на создание своего одноимённого фильма 1982 года.
С тех пор социально-реалистический фильм «Город в долине» Четана Ананда завоевал Гран-при первого Каннского кинофестиваля, а индийские фильмы в 1950-х и в начале 1960-х годов почти каждый год принимали участие в основной конкурсной программе Каннского кинофестиваля, причём ряд из них выиграл главные призы. За фильм «Непокорённый» (1956) Сатьяджит Рай завоевал «Золотого льва» на Венецианском кинофестивале и «Золотого медведя», а также два «Серебряных медведя за лучшую режиссуру» на Берлинском кинофестивале. Современники Рая, Ритвик Гхатак и Гуру Датт, не были признаны при жизни, однако получили международное признание гораздо позже, в 1980-х и 1990-х годах. Сатьяджит Рай, Ритвик Гхатак и Гуру Датт считаются одними из величайших теоретиков авторского кино XX века. В 1992 году британский журнал Sight & Sound поставил Сатьяджита Рая на 7 место в списке «100 лучших режиссёров» всех времён и народов, а Гуру Датт в 2002 году занял в списке журнала Sight & Sound «100 лучших режиссёров» 73 место.
Ряд индийских фильмов той эпохи из разных регионов включены в список величайших фильмов всех времён и народов, составленный по опросам кинокритиков и режиссёров. Это был «золотой век» телугуязычного и тамильскоязычного кинематографа, в это время возросло производство индийских фильмов в жанре фольклора, фэнтези и мифологии, таких как Mayabazar. Некоторые фильмы Сатьяджита Рая были включены в список лучших фильмов по версии журнала Sight & Sound: «Трилогия об Апу» (4-е место в 1992 году, если сложить голоса), «Музыкальная комната» (27 место в 1992 году), «Чарулата» (41 место в 1992 году) и «Дни и ночи в лесу» (81 место в 1982 году). В 2002 году журнал Sight & Sound также включил в список фильмы Гуру Датта «Жажда» и «Бумажные цветы» (оба 160 место), Ритвика Гхатака «Звезда за тёмной тучей» (231 место) и «Камал Гандхар» (346 место), а также Радж Капура «Бродяга», Виджая Бхатта «Байджу Бавра», Мехбуба Кхана «Мать Индия» и К. Азифа «Великий Могол» (все 346 место). В 1998 году журнал Cinemaya, пишущий об азиатском кино, провёл опрос критиков, по которому составил свой список лучших фильмов, в который вошли фильмы Сатьяджита Рая «Трилогия об Апу» (1-е место, если сложить голоса, поданные за каждый из трёх фильмов), «Чарулата», «Музыкальная комната» (оба 11-е место) и Ритвика Гхатака «Суварнарекха» (также 11-е место). В 1999 году еженедельник The Village Voice по опросам критиков составил топ-250 лучших фильмов столетия, в который вошла «Трилогия об Апу» (5-е место, если сложить голоса). В 2005 году «Трилогия об Апу» и «Жажда» были включены в число «100 лучших фильмов всех времён» по версии журнала Time.

### Современное индийское кино
1970-е годы критики называют золотым десятилетием «параллельного» индийского кино. В эти годы некоторые режиссёры, такие как Шьям Бенегал, продолжали снимать фильмы в реалистичном жанре «параллельного кино». Однако также увеличилось производство коммерческих фильмов, таких как «Месть и закон» (1975), который сделал звездой актёра Амитабха Баччана. В 1975 году вышел религиозный фильм Jai Santoshi Maa. Ещё один значимый фильм 1975 года, «Стена», снял режиссёр Яш Чопра по сценарию Салим-Джаведа. Криминальная драма, рассказывающая о борьбе полицейского против своего брата-гангстера, основана на реальных событиях жизни контрабандиста Хаджи Мастана. Дэнни Бойл описал фильм как «совершенно точно передающий характер индийского кино». Он, как и многие фильмы того времени, является примером жанра масала, появившемуся в конце 1960-х годов, который сочетает в себе мюзикл, танцы, мелодраму и т. д.
Спустя продолжительное время после «золотого века» индийского кино, на 1980-е и начало 1990-х годов пришёлся «золотой век» малаяламоязычного кинематографа штата Керала. Некоторые из самых известных индийских режиссёров того времени были из малаямоязычной киноиндустрии, в том числе Адур Гопалакришнан, Говиндан Аравиндан, Т. В. Чандран и Шаджи Карун. Адур Гопалакришнан, которого часто рассматривают как духовного наследника Сатьяджита Рая, снял в этот период несколько своих самых известных фильмов, в том числе «Крысоловка» (1981), который получил Sutherland Trophy на Лондонском кинофестивале, а также «Стены» (1989), получивший главный приз Венецианского кинофестиваля. Дебютный фильм режиссёра Шаджи Каруна «Рождение» (1988) завоевал «Золотую камеру» на 42-м Каннском кинофестивале, а его второй фильм Swaham (1994) был претендентом на «Золотую пальмовую ветвь» 47-го Каннского кинофестиваля. Также начало набирать популярность коммерческое малаямоязычное кино, представленное боевиками с участием актёра и популярного кинокаскадёра Джаяна, погибшего во время съёмок опасного трюка, и актёра и продюсера Моханлала, чей фильм «Защитник веры» известен чередованием актёрской игры и технических аспектов.
В дальнейшем, в 1980-е и 1990-е годы, продолжилось развитие коммерческого кино. В это время были сняты такие фильмы как «Созданы друг для друга» (1981), «Мистер Индия» (1987), «Приговор» (1988), «Жгучая страсть» (1988), «Чандни» (1989), «Я полюбил» (1989), «Игра со смертью» (1993), «Жизнь под страхом» (1993), «Непохищенная невеста» (1995) и «Всё в жизни бывает» (1998), во многих из которых снимались Шах Рух Хан, Аамир Хан и Салман Хан.
В 1990-е годы также был всплеск популярности тамильскоязычного кино. Фильмы режиссёра Мани Ратнама, в том числе «Роза» (1992) и «Бомбей» (1995), были популярны по всей Индии. Ранний фильм Ратнама «Герой» (1987), в котором снялся Камал Хасан, был включён журналом Time в «Список 100 лучших фильмов всех времён», наряду с фильмами Сатьяджита Рая «Трилогия об Апу» (1955—1959) и Гуру Датта «Жажда». Другой тамильский режиссёр, Шанмугам Шанкар, также вызвал интерес зрителей своим фильмом «Отстоять любовь», и снятыми в 2000-х годах фильмами «Босс Шиваджи» и «Робот».
Каннадаязычный фильм Tabarana Kathe (1986) принимал участие в различных кинофестивалях, в том числе в Ташкенте, Нанте, Токио и России.
На конец 1990-х годов пришлось возрождение хиндиязычных фильмов, снятых в жанре «параллельного кино», в основном благодаря успеху низкобюджетной картины режиссёра Рама Гопал Вармы и сценариста Анурага Кашьяпа «Предательство» (1998), рассказывающей о преступном мире Мумбаи. Успех фильма привёл к появлению нового жанра, известного как мумбаи-нуар, отражающего социальные проблемы в городе Мумбаи. Среди картин в жанре мумбаи-нуар можно выделить такие фильмы, как «Танцующая на грани» (2001) и «Жизнь по сигналу светофора» (2007) режиссёра Мадхура Бхандаркара, «Расплата за всё» (2002) и его приквел «Другой мир» (2005) режиссёра Рам Гопал Вармы, «Чёрная пятница» (2004) Анурага Кашьяпа, Thanks Maa (2009) Ирфана Камала и Prasthanam (2010) Девы Катта. В настоящее время снимают фильмы и другие известные режиссёры: Мир Шаани, Гаутам Гхош, Сандип Рай и Апарна Сен в бенгальскоязычном кинематографе; Адур Гопалакришнан, Шаджи Карун и Т. В. Чандран в малаяламоязычном кинематографе; Мани Каул, Кумар Шахани, Кетан Мехта, Говинд Нихалани, Шьям Бенегал, Мира Наир, Нагеш Кукунур, Судхир Мишра и Нандита Дас в хиндиязычном кинематографе; Мани Ратнам и Сантош Сиван в тамильскоязычном кинематографе; Дипа Мехта, Анант Балани, Хоми Ададжания, Виджай Сингх и Суни Тарапоревала в индийском англоязычном кинематографе.

## Региональная киноиндустрия
| \| Язык \| 2009 \| 2010 \| 2011 \| 2012 \| \| ------------ \| ---- \| ---- \| ---- \| ---- \| \| Хинди \| 235 \| 215 \| 206 \| 221 \| \| Телугу \| 218 \| 181 \| 192 \| 256 \| \| Тамильский \| 190 \| 202 \| 185 \| 262 \| \| Каннада \| 177 \| 143 \| 138 \| 128 \| \| Маратхи \| 99 \| 116 \| 107 \| 123 \| \| Малаялам \| 94 \| 105 \| 95 \| 185 \| \| Бенгальский \| 84 \| 110 \| 122 \| 123 \| \| Бходжпури \| 64 \| 67 \| 74 \| 87 \| \| Гуджарати \| 62 \| 62 \| 59 \| 72 \| \| Ория \| 17 \| 26 \| 38 \| 30 \| \| Панджаби \| 15 \| 15 \| 8 \| 26 \| \| Английский \| 9 \| 8 \| 6 \| 10 \| \| Ассамский \| 5 \| 4 \| 7 \| 11 \| \| Раджастхани \| 5 \| 2 \| 5 \| 8 \| \| Конкани \| 4 \| 2 \| 1 \| 4 \| \| Хариани \| 1 \| 4 \| 3 \| 6 \| \| Майтхили \| 1 \| 2 \| — \| 3 \| \| Непальский \| 1 \| 1 \| — \| 3 \| \| Тулу \| — \| 2 \| 1 \| 4 \| \| Чхаттисгархи \| — \| 3 \| — \| 20 \| \| Урду \| — \| — \| 1 \| 3 \| \| .Прочие† \| 7 \| 4 \| 7 \| 17 \| \| .Всего \| 1288 \| 1274 \| 1255 \| 1602 \| | Количество индийских фильмов на хинди, телугу, тамильском, каннада, малаялам, бенгальском и маратхи по году выхода с 1931 по 1993 годы. на хинди на телугу на тамильском на каннада на малаялам на бенгальском на маратхи Годы † В эти годы были выпущены фильмы на языках: сантали, кодагу, садри, рангпури, самбалпури, мишинг, дакхани, кодава, ангика, малави, бьяри, сурьяпури, манипури, догри, авадхи, банджари, гонди, бундели, кашмири, синдхи. |      |      |      |
| Язык | 2009 | 2010 | 2011 | 2012 |
| Хинди | 235 | 215  | 206  | 221  |
| Телугу | 218 | 181  | 192  | 256  |
| Тамильский | 190 | 202  | 185  | 262  |
| Каннада | 177 | 143  | 138  | 128  |
| Маратхи | 99 | 116  | 107  | 123  |
| Малаялам | 94 | 105  | 95   | 185  |
| Бенгальский | 84 | 110  | 122  | 123  |
| Бходжпури | 64 | 67   | 74   | 87   |
| Гуджарати | 62 | 62   | 59   | 72   |
| Ория | 17 | 26   | 38   | 30   |
| Панджаби | 15 | 15   | 8    | 26   |
| Английский | 9 | 8    | 6    | 10   |
| Ассамский | 5 | 4    | 7    | 11   |
| Раджастхани | 5 | 2    | 5    | 8    |
| Конкани | 4 | 2    | 1    | 4    |
| Хариани | 1 | 4    | 3    | 6    |
| Майтхили | 1 | 2    | —    | 3    |
| Непальский | 1 | 1    | —    | 3    |
| Тулу | — | 2    | 1    | 4    |
| Чхаттисгархи | — | 3    | —    | 20   |
| Урду | — | —    | 1    | 3    |
| .Прочие† | 7 | 4    | 7    | 17   |
| .Всего | 1288 | 1274 | 1255 | 1602 |

### Кинематограф на ассамском языке
Ассамскоязычный кинематограф связан с именем продюсера, поэта, драматурга, композитора и борца за независимость Джоти Прасад Агарвала. Он сыграл важную роль в создании первого ассамского фильма Joymati (1935). Из-за отсутствия квалифицированных специалистов, Джьоти Прасад, снимая свой первый фильм, вынужден был также выполнять функции сценариста, продюсера, режиссёра, хореографа, редактора, художника по костюмам и композитора. Фильм, бюджет которого составил 60 000 рупий, вышел на экраны 10 марта 1935 года. Картина с треском провалилась. Как и многие ранние индийские фильмы, Joymati полностью не сохранился. Несмотря на значительные финансовые потери от Joymati, второй фильм Indramalati, снятый в период между 1937 и 1938 годами, вышел на экраны в 1939 году.
С начала XXI века ассамский кинематограф не смог конкурировать на рынке с Болливудом. Ассамскоязычному кинематографу никогда не удавалось сделать прорыв на национальном уровне, хотя его фильмы ежегодно отмечаются премиями.

### Кинематограф Западной Бенгалии

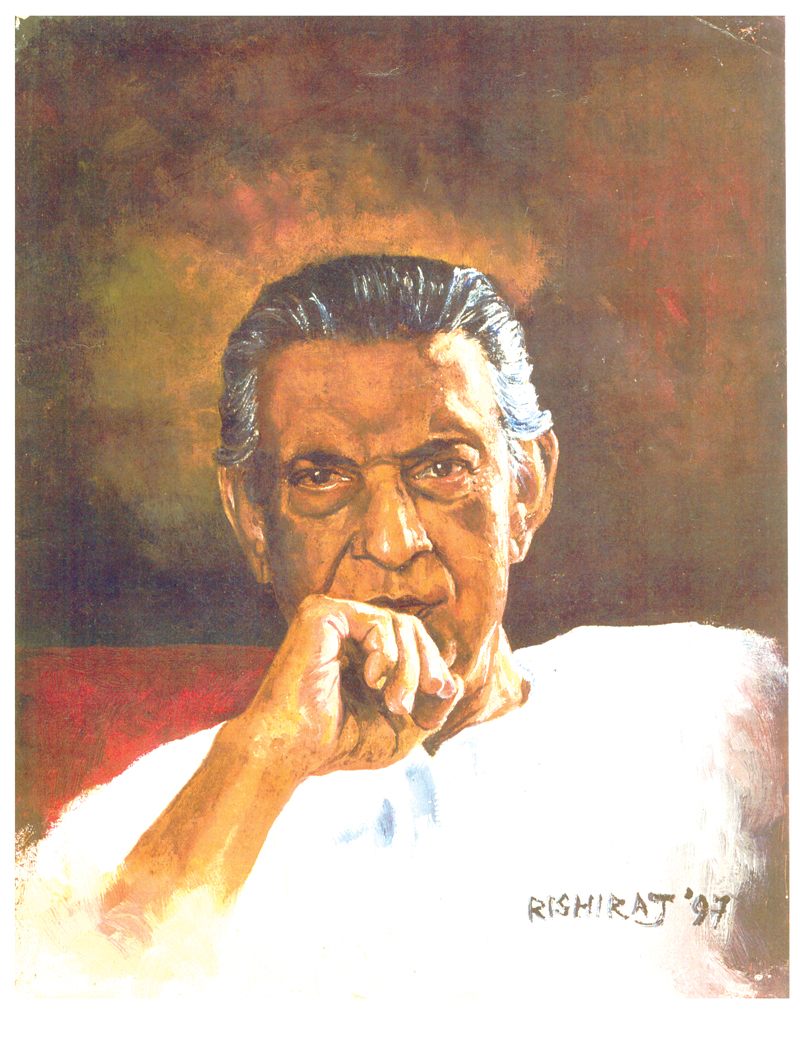
Бенгальский режиссёр Сатьяджит Рай

Фильмы на бенгальском языке в основном снимаются в Западной Бенгалии. Бенгальский кинематограф представлен такими авторитетными режиссёрами, как Сатьяджит Рай, Ритвик Гхатак и Мринал Сен. Из последних известных фильмов можно выделить картину режиссёра Ритупарно Гхоша «Песчинка» с Айшварией Рай в главной роли. На бенгальском языке также выпускаются фантастические фильмы и картины, затрагивающие социальные темы. В 1993 году было произведено 57 фильмов на бенгальском языке.
История бенгальскоязычного кинематографа началась в 1890-х годах, когда в кинотеатрах Калькутты были показаны первые биоскопические картины. На протяжении следующего десятилетия режиссёр Хиралал Сен, вдохновлённый фильмами викторианской эпохи, создал компанию Royal Bioscope Company и открыл ряд кинотеатров в Калькутте — Star Theatre, Minerva Theatre, Classic Theatre. В 1918 году Dhirendra Nath Ganguly (известный как D. G.), при поддержке британского правительства, создал компанию Indo British Film Co. Однако первый бенгальский полнометражный фильм, Billwamangal, был выпущен компанией Madan Theatre лишь в 1919 году. Компания Madan Theatres также выпустила первый бенгальский звуковой фильм Jamai Shashthi (1931).
В 1932 году для бенгальскоязычного кинематографа было придумано название «Толливуд» (англ. Tollywood, по аналогии с Голливудом), по названию района южной Калькутты Tollygunge, который в то время был центром киноиндустрии. Позже похожим образом начали называть и другие центры киноиндустрии Индии. В 1950-х годах в бенгальском кино началось развитие жанра «параллельного кино». С тех пор Сатьяджит Рай, Мринал Сен, Ритвик Гхатак и другие режиссёры завоевали международное признание и обеспечили бенгальскому кинематографу место в истории кино.

### Бходжпуриязычный кинематограф
Бходжпуриязычные фильмы снимаются в основном для жителей запада Бихара и востока Уттар-Прадеша. У этих фильмов также есть большая аудитория в Дели и Мумбаи из-за большого количества бходжпуриязычных иммигрантов в этих городах. Помимо Индии есть большой рынок для этих фильмов в странах Вест-Индии, Океании и Южной Америки, в которых есть бходжпуриговорящие диаспоры. История бходжпуриязычного кинематографа начинается в 1962 году с успеха фильма Кундана Кумара Ganga Maiyya Tohe Piyari Chadhaibo. На протяжении следующих десятилетий бходжпуриязычные фильмы выпускались нерегулярно. Кассовыми и популярными стали такие фильмы как Bidesiya (1963) режиссёра С. Н. Трипатхи и Ganga (1965) Кундана Кумара.
Возрождение бходжпуриязычного кинематографа началось в 2001 году с выходом хита Мохана Прасада Saiyyan Hamar, который сделал суперзвездой актёра Рави Киссана. Затем последовал ещё ряд успешных фильмов, таких как Panditji Batai Na Biyah Kab Hoi (2005) Мохана Прасада и Sasura Bada Paisa Wala (2005). Бюджетные затраты этих фильмов окупились в десятки раз. Хотя бходжпуриязычная киноиндустрия меньше по сравнению с другими индийскими киностудиями, быстрый успех последних фильмов привёл к её резкому развитию, основанию кинопремии и выпуску журнала о кино Bhojpuri City.

### Гуджаратиязычный кинематограф
Гуджаратиязычная киноиндустрия появилась в 1932 году. С тех пор гуджаратиязычные фильмы чрезвычайно обогатили индийское кино. С самого начала гуджаратиязычный кинематограф экспериментировал с вопросами, связанными с индийским обществом. Многие актёры, такие как Санджив Кумар, Раджендра Кумар, Бинду, Аша Парекх, Киран Кумар, Арвинд Триведи, Аруна Ирани, Маллика Сарабхай и Асрани, снимались в Болливуде, привнеся шарм и очарование в индийское кино.
Сюжеты фильмов на гуджарати отличаются гуманизмом. Первый фильм, Narasinh Mehta, снял в 1932 году режиссёр Нанубхай Вакил. В фильме рассказывалось о жизни святого Нарасинха Мехты. Гуджаратиязычные фильмы обращаются к разным важным социальным, политическим и религиозным вопросам. Большой успех имели фильмы Kariyavar режиссёра Чатурбхуджа Доши, Vadilona Vank Рамчандра Тхакура, Gadano Bel Ратибхая Пунатара и Leeludi Dharti Валлабха Чокси.
Большой вклад в развитие гуджаратиязычного кинематографа внесли Анупама, Упендра Триведи, Арвинд Триведи, Нареш Канодиа, Снехлата, Рамеш Мехта, Велджибхай Гадджар, Дилип Пател, Ранджитрадж, Сохил Вирани, Нараян Раджгор, Премшанкар Бхатт, Джай Пател, Ашвин Пател, Гириджа Митра, Анджана, Манмохан Десай, Санджай Гадхви, Кальянджи Анандджи, Дипика Чикхалиа, Бинду Десай, Ренука Сахане и Прити Парек.

### Каннадаязычный кинематограф
Фильмы на языке каннада снимают в штате Карнатака). Центр киноиндустрии, известной также как «Сандалвуд» (англ. Sandalwood), расположен в Бангалоре. Первый фильм на языке каннада, Sati Sulochana, вышел в 1934 году.
Видным представителем данного кинематографа был Раджкумар. За свою карьеру он сыграл множество разносторонних образов и спел сотни песен для фильмов и альбомов. В число других известных каннадаязычных актёров входят: Вишнувардхан, Амбариш, Равичандран, Гириш Карнад, Пракаш Радж, Шанкар Наг, Упендра, Даршан, Шива Раджкумар, Пунит Раджкумар, Калпана, Бхарати, Джаянти, Пандари Бай, Тара, Умашри и Рамья. Народное призвание получили фильмы режиссёра Гириша Касаравалли. Также заметный вклад в кинематограф внесли режиссёры Путтана Канагал, Г. В. Айер, Гириш Карнад, Т. С. Нагабхарана, Йоградж Бхат и Дуния Сури.
Каннадаязычный кинематограф, наравне с бенгальскоязычным и малаяламоязычным, внёс весомый вклад в развитие «параллельного кино». Наиболее значимыми каннадаязычными фильмами в этом жанре являются Samskara (1970), Chomana Dudi (1975), Tabarana Kathe (1987), Vamsha Vriksha (1971), Kadu Kudure, Hamsageethe (1975), Bhootayyana Maga Ayyu (1974), Accident (1985), Maanasa Sarovara (1982), Ghatashraddha (1977), Mane (1991), Kraurya (1996), Thaayi Saheba (1997) и Dweepa (2002).
Среди коммерчески успешных фильмов можно выделить «Ом» (1995), «А» (1998) и «Супер» (2010) режиссёра Упендры, «Бесконечный дождь» (2006) Йограджа Бхата, Nenapirali Ратнаджи, Duniya (2007) и «Джеки» (2010) Дуния Сури.

### Конканиязычный кинематограф
Фильмы на языке конкани в основном производятся на Гоа. Киноиндустрия этого штата в 2009 году выпустила всего 4 фильма. Премьера первого полнометражного фильма на конкани состоялась 24 апреля 1950 года (Mogacho Anvddo, продюсер и режиссёр Джерри Браганза, кинокомпания Etica Picture).

### Кинематограф на языке малаялам

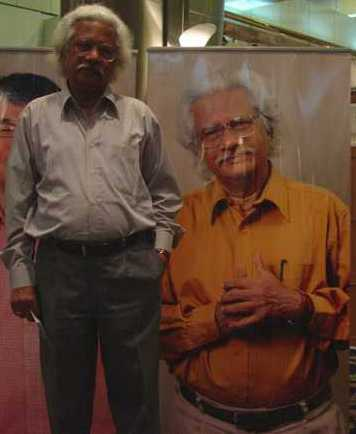
Режиссёр Адур Гопалакришнан

Центр малаяламоязычной киноиндустрии сосредоточен в южном штате Индии Керала. Самые известные режиссёры — Адур Гопалакришнан, Шаджи Карун, Говиндан Аравиндан, К. Г. Джордж, Падмараджан, Сатьян Антикад, Т. В. Чандран и Бхаратан.
Начало малаяламоязычному кинематографу положил немой фильм Vigathakumaran, снятый в Керале в 1928 году. Первый звуковой фильм, Balan, вышел в 1938 году.
Фильм Neelakuyil, вышедший на экраны в 1954 году, получил признание зрителей и завоевал Серебряную медаль президента. Этот фильм, снятый режиссёрами П. Бхаскараном и Раму Кариатом по сценарию известного малаяламоязычного писателя Уруба, часто считают первым аутентичным малаяламоязычным фильмом. Фильм Newspaper Boy, созданный группой студентов в 1955 году, стал первым неореалистичным фильмом Индии. Фильм Chemmeen (1965) режиссёра Раму Кариата сразу стал чрезвычайно популярным и первым из южно-индийских фильмов завоевал Национальную кинопремию за лучший фильм. В этот ранний период малаяламоязычного кинематографа господствовали актёры Прем Назир, Сатьян, Мадху, Шила, Шарада и Джаябхарати. Прем Назир считается одним из самых успешных индийских актёров и обладает четырьмя актёрскими рекордами, в частности, он сыграл более 700 главных ролей и более 80 главных женских ролей.
В 1970-е годы стали выходить фильмы «новой волны». Картина «По своей воле» (1972), режиссёрский дебют Адура Гопалакришнана, стала зачинателем этого движения в штате Керала. Другие известные фильмы этого периода — Nirmalyam (1973) режиссёра Васудевана Наяра, Uttarayanam (1974) Говиндана Аравиндана, Swapnadanam (1976) К. Г. Джорджа, Cheriyachante Kroorakrithyangal (1979) и Amma Ariyan (1986) Джона Абрахама и др. Фильм «Рождение» режиссёра Шаджи Каруна стал первым малаяламоязычным фильмом, выигравшим «Золотую камеру» в программе «Особый взгляд» на Каннском кинофестивале.
В конце 1970-х годов, благодаря боевикам с участием каскадёра Джаяна, начало набирать популярность коммерческое кино. Джаян стал одной из первых коммерчески успешных звёзд малаяламоязычного кинематографа. Однако его успех был недолгим, он погиб выполняя опасный трюк на вертолёте во время съёмок фильма Kolilakkam (1981).
Период с конца 1980-х по начало 1990-х годов в народе считается «золотым веком малаяламоязычного кино». В это время стали известными актёры Моханлал, Маммутти и режиссёры И. В. Саси, Бхаратан, Падмараджан, К. Г. Джордж, Сатьян Антикад, Приядаршан, А. К. Лохитадас, Сиддик-Лал и Сринивасан. Этот период популярного кино характеризуется адаптацией бытовых тем из жизни и исследованием социальных и личных отношений. Режиссёр Аппачан снял первый в Индии 3D-фильм My Dear Kuttichathan (1984). А фильм «Гуру» (1997) режиссёра Раджива Анчала стал первым малаяламоязычным фильмом, представлявшим Индию в конкурсе на премию «Оскар» за лучший фильм на иностранном языке.
В конце 1990-х и начале 2000-х годах в малаяламоязычный кинематограф снималось много шаблонных фильмов и слэпстик-комедий.
Во второй половине 2000-х и в 2010-х годов наблюдается подъем малаяламоязычного кинематографа, появляются новые режиссёры, становятся успешными фильмы на темы, которые еще недавно не считались коммерчески успешными, снимается много социального кино и арт-хауса. Все чаще именно фильмы Кералы получают национальную награду за лучший фильм. Из режиссёров на первый план выходят Лал Джозе, Камал, Рошан Эндрюс, Амал Нирад, Анвар Рашид и др. Среди актеров по-прежнему успехом пользуются Моханлал и Маммутти, однако наиболее популярными являются Притхвирадж, Индраджит, Джаясурья, Фахад Фасил, Дулкар Салман.

### Маратхиязычный кинематограф
Фильмы на языке маратхи снимают в штате Махараштра. Маратхиязычный кинематограф является одним из старейших в индийском кино. Пионером кинематографа в Индии был Дадасахеб Фальке, снявший в 1913 году первый немой полнометражный индийский фильм «Раджа Харишчандра». Этот фильм относят к маратхиязычным фильмам, так как съёмочная группа говорила на маратхи.
Первый звуковой фильм на маратхи, Ayodhyecha Raja, был снят в 1932 году, всего через год после выхода первого звукового фильма на хинди Alam Ara. Маратхиязычный кинематограф быстро развивается в последние годы. Два фильма, Shwaas (2004) и Harishchandrachi Factory (2009), были выдвинуты на «Оскар». Центр маратхиязычной киноиндустрии находится в Мумбаи, однако также возникли киностудии в Колхапуре и Пуне.

### Кинематограф штата Орисса
Центры орияязычного кинематографа находятся в городах Бхубанешваре и Каттаке штата Орисса. Киноиндустрию штата Орисса часто называют «Олливуд» (англ. Ollywood), от слов ория и Голливуд, хотя происхождение названия является спорным. Первый звуковой орияязычный фильм Sita Bibaha снял режиссёр Мохан Сундер Деб Госвами в 1936 году. Режиссёр Прашанта Нанда сделал революцию в киноиндустрии штата Орисса, не только став привлекать в кинотеатры большую аудиторию, но и внеся новизну в рекламу фильмов. Его фильмы возвестили «золотую эру» коммерческого кино штата Орисса, привнеся свежесть в орияязычные фильмы. Первый цветной фильм Galpa Helebi Sata сняли режиссёр Наген Рай и оператор Сурендра Саху в 1976 году. Но расцвет кинематографа штата Орисса пришёлся на 1984 год, когда два фильма, Maya Miriga (1984) и Dhare Alua, стали участниками кинофестиваля Indian Panorama, а фильм режиссёра Нирада Мохапатра Maya Miriga был включён в программу «Недели критики» Каннского кинофестиваля. Фильм получил награду фестиваля Mannheim Film Festival в номинации «Лучший фильм третьего мира», Приз жюри на Гавайском кинофестивале и был показан на Лондонском кинофестивале.

### Панджабиязычный кинематограф
Первый панджабиязычный фильм «Шейла» (Sheila, также известный как Pind di Kudi) снял Кришна Дев Мера (Krishna Dev Mehra) в 1936 году. В этом фильме ещё ребёнком дебютировала как актриса и певица Нур Джехан. Фильм «Шейла» был снят в Калькутте и выпущен в Лахоре, столице Пенджаба, и сразу стал популярным по всей провинции. Благодаря успеху этого фильма, многие другие производители начали выпускать фильмы на панджаби. К 2009 году было выпущено 900—1000 панджабиязычных фильмов. В 1970-х годах в год в среднем снималось 9 фильмов; в 1980-х годах — 8 фильмов; в 1990-х годах — 6 фильмов. В 1995 году вышло 11 фильмов, в 1996 году — 7, а в 1997 году — всего 5. С 2000-х годов панджабиязычный кинематограф переживает своё возрождение. В 2011 году был снят первый 3D-фильм Pehchaan 3D.
Среди режиссёров кино на панджаби стоит отметить Манмохана Сингха, Маноджа Пунджа, Джаспала Бхатти и Мукеша Гаутама.
Среди актёров — Гурдас Маана, Дипа Дхиллона, Виджая Тандона, Мехара Миттала, Б. Н. Шарму.

### Синдхиязычный кинематограф
Несмотря на усилия отрасль с трудом удерживается на плаву, главным образом, потому что не имеет штата или региона, который могла бы представлять. Синдхиязычный кинематограф выпускает фильмы с большими интервалами. Первым фильмом на синдхи был Abana 1958 года, завоевавший успех на всей территории страны. С тех пор в Индии было выпущено около 30 фильмов на синдхи. В последнее время синдхиязычная киноиндустрия выпускает фильмы в болливудском стиле, например, Hal ta Bhaji Haloon, Parewari, Dil Dije Dil Waran Khe, Ho Jamalo, Pyar Kare Dis: Feel the Power of Love and The Awakening. Фильмы на синдхи также снимали в Пакистане.

### Тамилоязычный кинематограф
Тамилоязычная киноиндустрия является одной из трёх крупнейших киноиндустрий в Индии. Это вторая по количеству доходов, производству и прокату фильмов, включая мировой прокат, индийская киноиндустрия. Центр тамилоязычного кинематографа расположен в районе Кодамбаккам города Ченнаи, штат Тамилнад. Кроме Индии прокат тамилоязычных фильмов осуществляется в различных странах Азии, Южной Африки, Северной Америки, Европы и Океании. Индийская тамилоязычная киноиндустрия вдохновила производство тамилоязычных фильмов в Шри-Ланке, Малайзии, Сингапуре и Канаде. Тамилоязычный кинематограф и дравидийская политика оказывают большое влияние друг на друга.
В Ченнаи был создан Мадрасский киноинститут, а тамилоязычный кинематограф зарекомендовал себя влиятельной и ведущей отраслью южноиндийского кино. В 1985 году тамилоязычная киноиндустрия выпустила 236 фильмов. Тамилоязычные фильмы стоят рядом с хиндиязычными с точки зрения количества фильмов, представлявших Индию в конкурсе на премию «Оскар» за лучший фильм на иностранном языке.
Индийская кинозвезда Раджникант за фильм получает в среднем 350 млн рупий ($ 7,81 млн), что делает его вторым самым высокооплачиваемым актёром в Азии после Джеки Чана, а также имеет почти 65 000 фан-клубов по всему миру. Камал Хасан, один из разносторонних индийских актёров, известен тем, что является рекордсменом по количеству наград Filmfare Awards South и National Film Awards. Значительный вклад в развитие тамилоязычного кинематографа внесли режиссёры А. Бхимсингх, А. П. Нагараджан, А. Ч. Тирулокчандар, С. В. Шридхар, К. Балачандер, С. П. Мутхараман, П. Бхаратхираджа, Балу Махендра, Дж. Махендран, К. Бхагьярадж, Маниваннан, Мани Ратнам, Р. Сундарраджан, К. С. Равикумар, Р. Парттипан, Шанмугам Шанкар и Викраман. В последнее время фильмы режиссёров Балы, Амира Султана и Васантабалана принимали участие во многих кинофестивалях по всему миру, завоевав международное признание.
Некоторые Болливудские актрисы начинали свою карьеру в тамилоязычном кинематографе, среди них Виджаянтимала, Хема Малини, Рекха, Шридеви и Видья Балан.

### Телугуязычный кинематограф
Телугуязычный кинематограф штата Андхра-Прадеш является одной из трёх крупнейших киноиндустрий Индии. В штате Андхра-Прадеш находится самое большое количество кинозалов в Индии. В 2006 году было снято 245 телугуязычных фильмов, больше чем на других языках. В столице штата, Хайдарабаде, находится крупнейшая в мире киностудия Ramoji Film City.
Весомый вклад в киноискусство внесли режиссёры Боммиредди Наги Редди, Х. М. Редди, К. В. Редди, Л. В. Прасад, Д. В. С. Раджу, Ярагудипати Варада Рао, Эдида Нагесвара Рао, Рамакришна Рао, Ч. Пуллайя, П. Пуллайя, Б. Витталачарья, Адурти Субба Рао, Мадхусудхан Рао, Камалакара Камешвара Рао, К. Вишванатх, Бапу, Джандхьяла Субраманья Шастри, Сингитам Шриниваса Рао, Дасари Нараяна Рао, Ковеламуди Рагхавендра Рао, Рамоджи Рао, Пасупулети Кришна Вамси, Кришна Редди, Пури Джаганнадх, Виджайя Бхаскар, Рам Гопал Варма, С. С. Раджамаули, Шекхар Каммула, Мохан Кришна Индраганти, Нагеш Кукунур и Тривикрам Шринивас.
Национальное признание получили телугуязычные фильмы Pathala Bhairavi (1951), Missamma (1955), Tenali Ramakrishna (1956), Mayabazar (1957), Bhookailas (1958), Gulebakavali Katha (1962), «Лав и Куш» (1963), Nartanasala (1963), Bhakta Prahlada (1967), Alluri Seetharama Raju (1974), Muthyala Muggu (1975), Daana Veera Soora Karna (1977), Sankarabharanam (1979), Sapthapadi (1981), Meghasandesam (1983), «Фотография в свадебном альбоме» (1983), «Маюри» (1984), Ananda Bhairavi (1984), «Жемчуг» (1986), Swarnakamalam (1989), Rudraveena (1988), Shiva (1989), «Чанду-воришка» (1991), Annamayya (1997), «Вооружён и очень опасен» (2006), «Великий воин» (2009), «Бахубали: Начало» (2015), «Бахубали: Завершение» (2017) и другие.
Наиболее известными актёрами являются Нандамури Тарака Рама Рао, Аккинени Нагесвара Рао, Ранга Рао, Канта Рао, Конгара Джаггайя, Кайкала Сатьянараяна, Кришна, Чирандживи, Собхан Бабу, Кришнам Раджу, Мурали Мохан, Бханиматхи Рамакришна, Шарада, Савитри, Джамуна, Анджали Деви, Кришна Кумари, Совкар Джанаки, Роджа Рамани, Ванишри, Лакшми, Манджула Виджаякумар, Мохан Бабу, Кота Шриниваса Рао, Аккинени Нагарджуна, Нандамури Балакришна, Даггубати Венкатеш, Виджаяшанти, Гоутами Тадималла, Бхануприя, Джаяпрада и Джаясудха.

### Хиндиязычный кинематограф
Хиндиязычная киноиндустрия Мумбаи, также известная как Болливуд, является крупнейшим и наиболее популярным филиалом индийского кино. Изначально в хиндиязычных фильмах, таких как Achhoot Kanya (1936) и «Неприкасаемая» (1959), рассматривались вопросы каст и культуры. Всемирная известность хиндиязычному кинематографу пришла с фильмом Радж Капура «Бродяга». В 1991 году было выпущено 215 фильмов на хинди. С выходом фильма «Непохищенная невеста» (1995), хиндиязычные фильмы стали иметь коммерческий успех на Западе.
С 1995 года индийская экономика стала показывать устойчивый ежегодный рост, и хиндиязычный кинематограф, как коммерческое предприятие, также стал показывать рост на 15 % в год. Значительно возросли гонорары звёзд. Многие актёры стали подписывать контракты на съёмки сразу в 3—4 фильмах. Многие учреждения, такие как Industrial Development Bank of India, стали финансировать фильмы на хинди. Стали популярными журналы о кинематографе Filmfare, Stardust, Cine Blitz.

## Жанры и стили

### Масала
Масала — жанр индийского кино, особенно болливудских и южно-индийских фильмов, обозначающий фильмы в которых сочетаются нескольких различных жанров. Например, фильм может сочетать в себе одновременно такие жанры как боевик, комедия, драма и мелодрама. Большинство из этих фильмов, как правило, ещё и мюзиклы, включающие музыкальные сцены, снимаемые в различных живописных местах, что сейчас очень популярно в фильмах Болливуда. Сюжет некоторых фильмов может показаться зрителю нелогичным и неправдоподобным. Жанр получил своё название в честь масалы — индийской смеси специй.

### «Параллельное кино»
«Параллельное кино», также известное как артхаус или Индийская новая волна, является особым направлением в индийском
кинематографе, известным серьёзным реалистическим и натуралистическим содержанием с острым взглядом на социально-политическую обстановку. Это направление отличается от основной продукции Болливуда и зародилось в то же время, что и Французская новая волна и Японская новая волна. Первоначально в этом направлении лидировал бенгальскоязычный кинематограф (который был представлен такими всемирно известными режиссёрами как Сатьяджит Рай, Мринал Сен, Ритвик Гхатак и др.). Некоторые из фильмов параллельного кино имели коммерческий успех. К примеру, фильм Бимала Роя «Два бигха земли» (1953), который также получил положительные отзывы критиков, завоевав международный приз на Каннском кинофестивале 1954 года. Успех фильма подготовил почву для Индийской новой волны.
Режиссёрами-неореалистами были бенгальский режиссёр Сатьяджит Рай, за которым последовали Ритвик Гхатак, Мринал Сен, Шьям Бенегал, Адур Гопалакришнан, Кашинадхури Вишванат и Гириш Касаравалли. Фильмы Сатьяджита Рая включают в себя «Трилогию об Апу», состоящую из картин «Песнь дороги» (1955), «Непокорённый» (1956) и «Мир Апу» (1959). Трилогия выиграла множество призов, в том числе на Каннском, Берлинском и Венецианском кинофестивалях, и её часто включают в число величайших фильмов всех времён.

## Музыка в фильмах

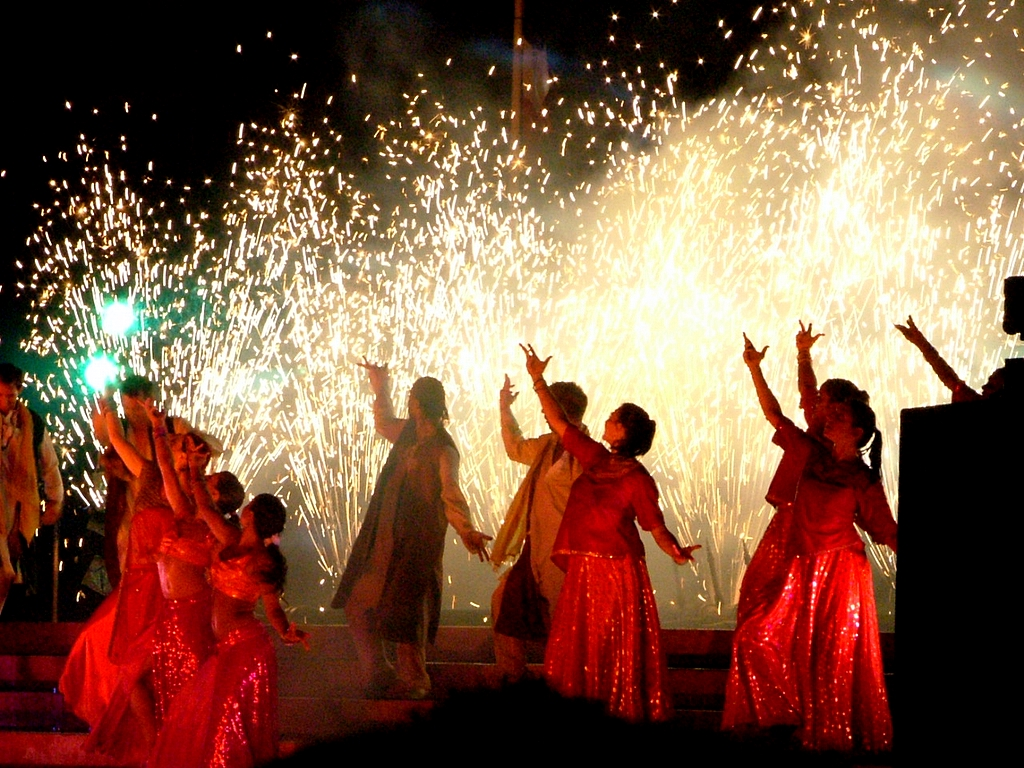
Индийские танцы в фильмах обычно сопровождаются песнями

Музыка в индийском кино является существенным источником дохода и составляет 4—5 % от дохода фильма в Индии. Основные музыкальные компании «Sa Re Ga Ma», «Sony Music Entertainment» и другие. 48 % из проданной музыки в Индии — музыка из фильмов. В типичном индийском фильме может быть около 5—6 песен.
Требования мультикультурной, все более глобализованной индийской аудитории часто приводит к смешиванию различных местных и международных музыкальных традиций. Местные танец и музыка тем не менее остаются проверенной временем и повторяющейся темой в Индии и прокладывают себе путь за пределы границ Индии вместе с её диаспорой. Закадровые певцы такие как Мохаммед Рафи, Лата Мангешкар привлекали большие толпы со сценическими шоу национальной и международной музыки из фильмов. В конце XX и начале XXI века видно активное взаимодействие между артистами из Индии и западного мира. Артисты из индийской диаспоры смешивают традиции своего наследия с традициями своей новой страны, что порождает популярную современную музыку.

## Награды
В этом разделе перечислены наиболее важные награды индийского кинематографа, присуждаемые национальными и государственными органами, а также значимые неправительственные награды.
| Награда                                     | Год учреждения | Кто награждает                                  |
| ------------------------------------------- | -------------- | ----------------------------------------------- |
| National Film Awards                        | 1954           | управление кинофестивалями, правительство Индии |
| Dadasaheb Phalke Award                      | 1969           | управление кинофестивалями, правительство Индии |
| Filmfare Awards Filmfare Awards South       | 1954           | Bennett, Coleman and Co. Ltd.                   |
| IIFA Awards                                 | 2000           | Wizcraft International Entertainment Pvt Ltd    |
| Tamil Nadu State Film Awards                | 1967           | правительство штата Тамилнад                    |
| Bengal Film Journalists' Association Awards | 1937           | правительство штата Западная Бенгалия           |
| Nandi Awards                                | 1964           | правительство штата Андхра-Прадеш               |
| Maharashtra State Film Awards               | 1963           | правительство штата Махараштра                  |
| Karnataka State Film Awards                 |                | правительство штата Карнатака                   |
| Kerala State Film Awards                    | 1969           | правительство штата Керала                      |

## Киноиндустрия в Индии

### Цензура в индийском кино
До недавнего времени в индийском кино для широкого проката были запрещены сцены с долгими поцелуями, обнаженная натура и сцены бунтов против правительства. Такие цензурные ограничения были законодательно введены в Индии в 1952 году. Сертификаты некоторых фильмов при этом были отозваны. В Британской Индии цензура была в основном политической, запрещались фильмы призывающие к борьбе за свободу и передающие идеологию Ганди, поцелуи же и любовные сцены были обычным явлением. Первыми актёрами, поцеловавшимися на экране, стали Чару Рой и Сита Деви, сыгравшие в немом фильме «Игра в кости».
А другой фильм «Судьба» остался вехой в истории кино только благодаря сцене поцелуя, длившегося четыре минуты. Однако на родине фильм особого успеха не снискал, а столь откровенная по меркам консервативных индийцев сцена вызвала много обсуждений и впоследствии была вырезана.
После ужесточения цензуры все сцены интимного характера в фильмах заменяли музыкальными номерами, аллегориями или оставляли за кадром. Большая свобода в этом отношении появилась только к 90-м годам. Сейчас к поцелуям на экране относятся более спокойно, но присутствуют они далеко не в каждом фильме. Некоторые индийские актёры по-прежнему отказываются целоваться с партнерами по фильму. Такому правилу до недавнего времени следовал Шакрух Хан, который сделал исключение только для последнего фильма Яша Чопры «Пока я жив». Однако есть и примеры обратного, актёр Эмран Хашми носит прозвище «главного целовальщика» Болливуда за то, что никогда не упускает шанса поцеловать свою героиню.
Порнография официально преследуется законом.

## Критика индийского кино
Индийский кинематограф ощущает серьёзную конкуренцию со стороны художественного кино, и поэтому многие режиссёры стараются захватить зрителя, снимая дорогостоящие широкоформатные и стереоскопические фильмы. Многие создатели «параллельного кино» из-за нехватки средств на создание новых картин перешли на работу на телевидение или стали «младшими» партнёрами у голливудских коллег.